# Элиава, Заал
Заал Элиава (груз. ზაალ ელიავა; 2 января 1985, Тбилиси) — грузинский футболист, защитник. Выступал за национальную сборную Грузии.

## Биография

### Клубная карьера
На юношеском уровне выступал за команду «Казбеги». Во взрослых соревнованиях дебютировал в сезоне 2002/03 в составе тбилисского «Мерани» в высшей лиге Грузии. В дальнейшем в 2003—2005 годах продолжил играть за команду «Мерани-Олимпи», получившую название ФК «Тбилиси».
В 2005 году перешёл в рижский «Сконто», в его составе за три следующих сезона сыграл 49 матчей в чемпионате Латвии. Становился серебряным (2005) и бронзовым (2006) призёром чемпионата, а также финалистом Кубка Латвии (2006). В начале 2008 года был на просмотре в пермском «Амкаре».
После возвращения в Грузию провёл по половине сезона в тбилисских «Локомотиве» и «Динамо». С 2009 года в течение четырёх лет выступал за «Зестафони», провёл более 100 матчей и стал двукратным чемпионом Грузии (2010/11, 2011/12).
В ходе сезона 2012/13 потерял место в основе «Зестафони» и перешёл в «Сиони». Затем сменил несколько клубов высшего, первого и второго дивизионов, нигде надолго не задерживаясь. В конце карьеры играл за «Норчи Динамоэли» из второго дивизиона и за «Варкетили» из третьего.

### Карьера в сборной
В 2002 году принимал участие в финальном турнире чемпионата Европы среди 17-летних, команда Грузии стала четвертьфиналистом соревнований.
В национальной сборной Грузии дебютировал 22 марта 2006 года в товарищеском матче против Албании, отыграв полный матч. Всего в 2006—2008 годах принял участие в 8 матчах сборной.